# Бурджарская ГЭС
Бурджарская ГЭС (ГЭС-4, Бурджар ГЭС) — гидроэлектростанция в Узбекистане, в г. Ташкенте. Расположена на входящем в гидротехническую систему канала Бозсу канале Бурджар (в ряде источников этот канал считается частью Бозсу), питаемом водами реки Чирчик, входит в Чирчик-Бозсуйский каскад ГЭС, группа Ташентских ГЭС. Третья по времени строительства гидроэлектростанция Узбекистана, введена в эксплуатацию в 1936 году. Собственник станции — АО «Узбекгидроэнерго».

## Конструкция станции
Бурджарская ГЭС является деривационной гидроэлектростанцией с безнапорной подводящей деривацией в виде канала. Установленная мощность электростанции — 6,4 МВт, среднегодовая выработка электроэнергии — 45 млн кВт·ч. Сооружения станции включают в себя:
- Водозаборное сооружение;
- Холостой водосброс, реализованный по принципу ступенчатого перепада;
- Напорный бассейн;
- Водоприёмник;
- Двухниточный напорный трубопровод;
- Здание ГЭС;
- Отводящий канал.

В здании ГЭС установлены два гидроагрегата мощностью по 3,2 МВт. Гидроагрегаты оборудованы радиально-осевыми турбинами, работающими на расчётном напоре 18,5 м, расчётный расход 22,5 м³/с, диаметр рабочего колеса 1,95 м. В энергосистему электроэнергия передаётся с распределительного устройства напряжением 35 кВ.

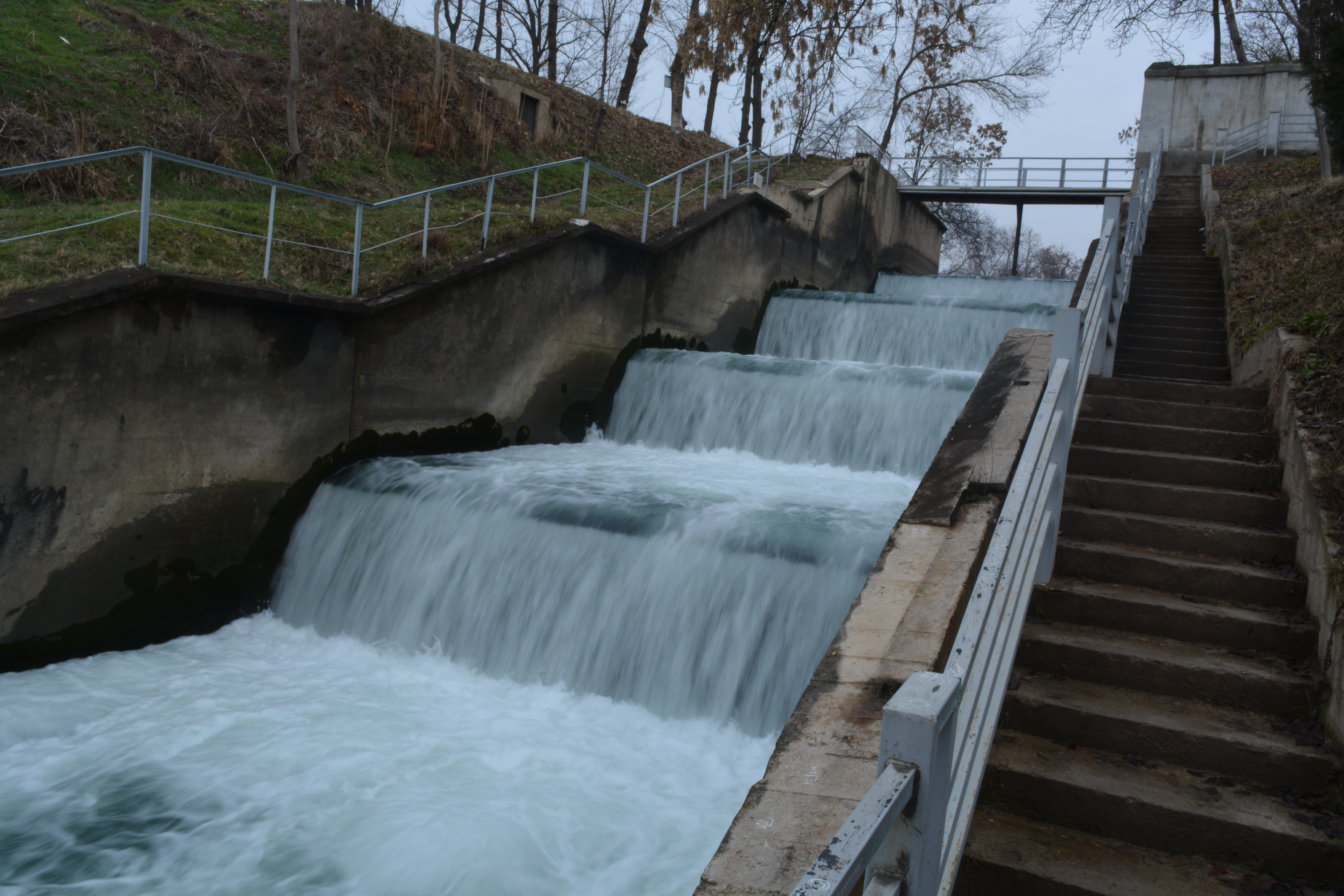
Холостой водосброс Бурджарской ГЭС

## История
Ещё до завершения строительства Кадырьинской ГЭС, 29 января 1933 года Советом народных комиссаров Узбекской ССР было принято решение о строительстве третьей гидроэлектростанции Узбекистана — Бурджарской ГЭС. Строительство станции было начато 2 мая 1933 года, в день пуска Кадырьинской ГЭС. Станция была спроектирована Среднеазиатским отделением Гидроэнергопроекта, строительство велось управлением «Бурджарстрой». Первый гидроагрегат Бурджарской ГЭС был пущен 19 марта 1936 года, второй — 15 августа того же года. Строительство станции было завершено 1 сентября 1937 года.
В 1964 году были проведены работы по модернизации системы управления гидроагрегатами, в 1967 году деревянные напорные трубопроводы были заменены на металлические. Запланирована модернизация станции с увеличением ее мощности до 7 МВт. Общая стоимость проекта оценивается в $10 млн, работы планируется провести в 2027—2030 годах